# Torneo Nacional de Boxeo Playa Girón 1992
Das Torneo Nacional de Boxeo Playa Girón 1992 wurde vom 17. bis zum 29. Januar 1992 in Pinar del Río ausgetragen und war die 31. Austragung der nationalen kubanischen Meisterschaften im Amateurboxen.

## Medaillengewinner
Die Meistertitel wurden in zwölf Gewichtsklassen vergeben.
| Gewichtsklasse                  | Gold                   | Silber                | Bronze             |
| ------------------------------- | ---------------------- | --------------------- | ------------------ |
| Halbfliegengewicht (bis 48 kg)  | Maikro Romero          | Hector Vicente        | Juan Alonso        |
| Halbfliegengewicht (bis 48 kg)  | Maikro Romero          | Hector Vicente        | Waldemar Font      |
| Fliegengewicht (bis 51 kg)      | Lorenzo Aragón         | Jorge Fermin          | Orlando Ascencio   |
| Fliegengewicht (bis 51 kg)      | Lorenzo Aragón         | Jorge Fermin          | Raúl González      |
| Bantamgewicht (bis 54 kg)       | Daniel Regalado        | Ángel Moya            | Ignacio Martínez   |
| Bantamgewicht (bis 54 kg)       | Daniel Regalado        | Ángel Moya            | Neslan Machado     |
| Federgewicht (bis 57 kg)        | Arnaldo Mesa           | Joel Casamayor        | Norge González     |
| Federgewicht (bis 57 kg)        | Arnaldo Mesa           | Joel Casamayor        | Eddy Suárez        |
| Leichtgewicht (bis 60 kg)       | Julio González         | Idel Torriente senior | Mario Kindelán     |
| Leichtgewicht (bis 60 kg)       | Julio González         | Idel Torriente senior | Diosbelys Hurtado  |
| Halbweltergewicht (bis 63,5 kg) | Héctor Vinent          | Candelario Duvergel   | Juan Pablo Cano    |
| Halbweltergewicht (bis 63,5 kg) | Héctor Vinent          | Candelario Duvergel   | Mario Iribarren    |
| Weltergewicht (bis 67 kg)       | Juan Hernández Sierra  | Ernesto Cabrera       | Alfredo Gómez      |
| Weltergewicht (bis 67 kg)       | Juan Hernández Sierra  | Ernesto Cabrera       | Radames Castillo   |
| Halbmittelgewicht (bis 71 kg)   | Alfredo Duvergel       | Juan Carlos Lemus     | Isael Álvarez      |
| Halbmittelgewicht (bis 71 kg)   | Alfredo Duvergel       | Juan Carlos Lemus     | Juan Cumba         |
| Mittelgewicht (bis 75 kg)       | Ariel Hernández        | Ramón Garbey          | Adolfo Plunket     |
| Mittelgewicht (bis 75 kg)       | Ariel Hernández        | Ramón Garbey          | Leonidas Laffargue |
| Halbschwergewicht (bis 81 kg)   | Orestes Solano         | Ángel Espinosa        | Amaury Gallardo    |
| Halbschwergewicht (bis 81 kg)   | Orestes Solano         | Ángel Espinosa        | Roberto Álvarez    |
| Schwergewicht (bis 91 kg)       | Félix Savón            | Freddy Rojas          | Pedro Montalvo     |
| Schwergewicht (bis 91 kg)       | Félix Savón            | Freddy Rojas          | Joel Donatien      |
| Superschwergewicht (über 91 kg) | Leonardo Martínez Fizz | Roberto Balado        | Alexis Rubalcaba   |
| Superschwergewicht (über 91 kg) | Leonardo Martínez Fizz | Roberto Balado        | Armando Campuzano  |